# Ameles gracilis
Ameles gracilis es una especie de mantis de la familia Mantidae.

## Distribución geográfica
Es endémica de las islas Canarias (España).